# Сен-Дені (Реюньйон)
Сен-Дені (фр. Saint-Denis фр.: [sɛ̃ d(ə)ni] ( прослухати); рею. креол. Sin-Dni), неофіційно Сен-Дені-де-ла-Реюньйон (Saint-Denis de La Réunion вимовляється: [sɛ̃ d(ə)ni də la ʁeynjɔ̃]) для уточнення) — місто та муніципалітет у Франції, адміністративний центр заморського департаменту Реюньйон, найбільший населений пункт заморських територій Франції. Населення — 154 765 осіб (01.01.2021). Знаходиться на острові Реюньйон в Індійському океані.

## Географія

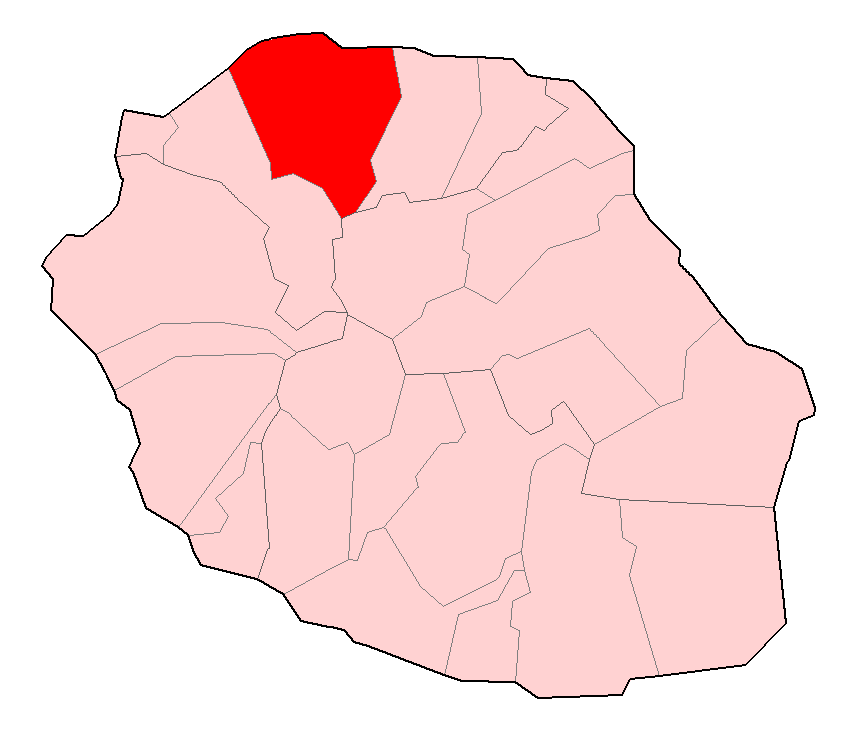
Розташування комуни

### Клімат
У місті Сен-Дені тропічний клімат. Вирізняються два основні кліматичні сезони:
- Південна зима: сухий сезон з травня по листопад, коли дощі бувають рідко, вітер помірний, температура порівняно невисока, але все ще спекотно.
- Південне літо: спекотний, вологий і дуже дощовий період з грудня по квітень, характерний загально високою температурою і ураганними вітрами.

Середня температура повітря в Сен-Дені — 25 °C. Максимальна зареєстрована температура — 35,2 °C, мінімальна — 13 °C. Середня кількість сонячних годин на рік — 2600.
Сен-Дені знаходиться в зоні з високим рівнем опадів (1700—1800 мм на рік). В середньому у Сен-Дені щороку буває 87 дощових днів. Найвологіші місяці — січень, лютий і березень (в середньому в ці місяці буває по 11 дощових днів). Найсухіші місяці — вересень і жовтень (по 4 дощові дні). Середня кількість грозових днів на рік — 15 (в основному, у березні). Середня вологість повітря доволі висока, близько 70 %. Туману, снігу та заморозків у Сен-Дені не буває.
Середня температура води коливається від 24 °С упродовж південної зими до 29 °С протягом південного літа. Мінімальна температура води — 17 °С, максимальна — 30 °C.
| Клімат Сен-Дені                               | Клімат Сен-Дені | Клімат Сен-Дені | Клімат Сен-Дені | Клімат Сен-Дені | Клімат Сен-Дені | Клімат Сен-Дені | Клімат Сен-Дені | Клімат Сен-Дені | Клімат Сен-Дені | Клімат Сен-Дені | Клімат Сен-Дені | Клімат Сен-Дені | Клімат Сен-Дені |
| Показник                                      | Січ.            | Лют.            | Бер.            | Квіт.           | Трав.           | Черв.           | Лип.            | Серп.           | Вер.            | Жовт.           | Лист.           | Груд.           | Рік             |
| Абсолютний максимум, °C                       | 33,4            | 34,0            | 33,1            | 33,0            | 31,0            | 31,0            | 29,4            | 31,0            | 30,0            | 30,5            | 32,0            | 33,0            | 34,0            |
| Середній максимум, °C                         | 29,9            | 30,0            | 29,8            | 29,0            | 27,4            | 26,0            | 25,2            | 25,3            | 25,8            | 26,8            | 28,0            | 29,0            | 27,7            |
| Середня температура, °C                       | 26,5            | 26,6            | 26,2            | 25,2            | 23,6            | 22,1            | 21,2            | 21,2            | 21,8            | 22,9            | 24,2            | 25,8            | 23,9            |
| Середній мінімум, °C                          | 23,3            | 23,5            | 23,0            | 22,0            | 20,4            | 18,7            | 17,9            | 17,9            | 18,3            | 19,5            | 20,7            | 22,3            | 20,6            |
| Абсолютний мінімум, °C                        | 16,9            | 19,0            | 18,0            | 14,5            | 15,7            | 11,0            | 13,1            | 11,8            | 13,8            | 13,4            | 15,6            | 18,5            | 11,0            |
| Температура води, °C                          | 28              | 28              | 28              | 27              | 26              | 25              | 24              | 23              | 24              | 24              | 25              | 27              | 26              |
| Норма опадів, мм                              | 242             | 249             | 187             | 150             | 88              | 63              | 53              | 52              | 47              | 38              | 63              | 151             | 1382            |
| --------------------------------------------- | --------------- | --------------- | --------------- | --------------- | --------------- | --------------- | --------------- | --------------- | --------------- | --------------- | --------------- | --------------- | --------------- |
| Джерело: Погода и Климат, World Climate Guide |                 |                 |                 |                 |                 |                 |                 |                 |                 |                 |                 |                 |                 |

## Історія
Місто було засноване у 1669 році Етьєном Реньє, у 1738 році воно стало столицею колонії Реюньйон.

## Транспорт

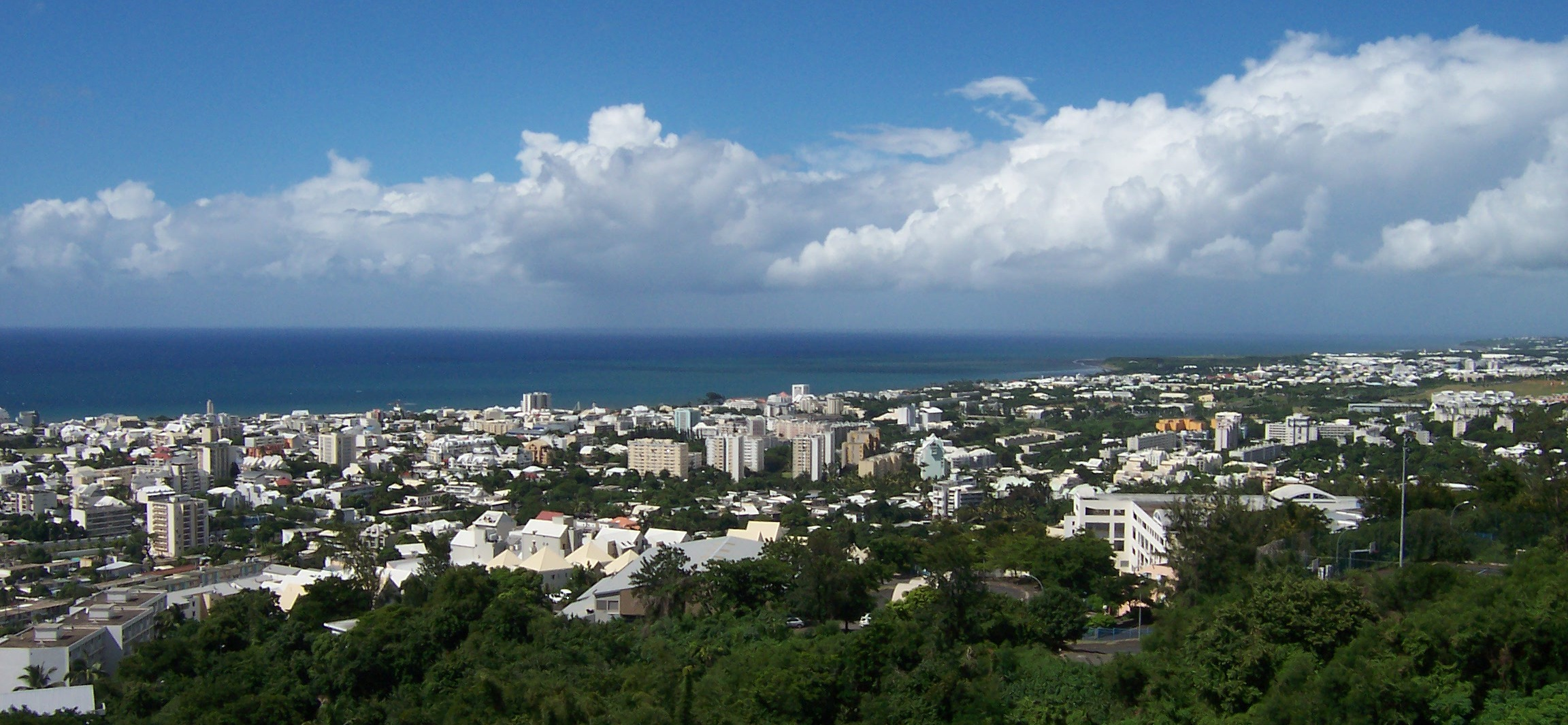

Найближчий до міста аеропорт — міжнародний аеропорт Роллан Гаррос (найбільший аеропорт Реюньйону).

## Міжнародні відносини

### Консульства
- Генеральне консульство Китайської Народної Республіки

### Міста-побратими
- Мец (Франція)
- Ніцца (Франція)
- Танжер (Марокко)

## Демографія
Розподіл населення за віком та статтю (2006):
| Стать | Всього | До 15 років | 15-24  | 25-44  | 45-64  | 65-85 | Понад 85 |
| --- | ------ | ----------- | ------ | ------ | ------ | ----- | -------- |
| Чоловіки | 64 576 | 16 476      | 11 410 | 18 592 | 13 629 | 4223  | 246      |
| Жінки | 73 690 | 16 242      | 12 422 | 21 887 | 16 071 | 6277  | 791      |
| \| Статево-вікова піраміда \| Статево-вікова піраміда \| Статево-вікова піраміда \| \| ----------------------- \| ----------------------- \| ----------------------- \| \| Чоловіки \| Вік \| Жінки \| \| 246 \| 85 + \| 791 \| \| 424 \| 80-84 \| 941 \| \| 771 \| 75-79 \| 1334 \| \| 1209 \| 70-74 \| 1749 \| \| 1819 \| 65-69 \| 2253 \| \| 2198 \| 60-64 \| 2742 \| \| 3272 \| 55-59 \| 3533 \| \| 3916 \| 50-54 \| 4621 \| \| 4243 \| 45-49 \| 5175 \| \| 4931 \| 40-44 \| 5751 \| \| 4778 \| 35-39 \| 5701 \| \| 4475 \| 30-34 \| 4977 \| \| 4408 \| 25-29 \| 5458 \| \| 5048 \| 20-24 \| 5993 \| \| 6362 \| 15-20 \| 6429 \| \| 5566 \| 10-14 \| 5772 \| \| 5461 \| 5-9 \| 5173 \| \| 5449 \| 0-4 \| 5297 \| |        |             |        |        |        |       |          |
| Статево-вікова піраміда |        |             |        |        |        |       |          |
| Чоловіки | Вік    | Жінки       |        |        |        |       |          |
| 246 | 85 +   | 791         |        |        |        |       |          |
| 424 | 80-84  | 941         |        |        |        |       |          |
| 771 | 75-79  | 1334        |        |        |        |       |          |
| 1209 | 70-74  | 1749        |        |        |        |       |          |
| 1819 | 65-69  | 2253        |        |        |        |       |          |
| 2198 | 60-64  | 2742        |        |        |        |       |          |
| 3272 | 55-59  | 3533        |        |        |        |       |          |
| 3916 | 50-54  | 4621        |        |        |        |       |          |
| 4243 | 45-49  | 5175        |        |        |        |       |          |
| 4931 | 40-44  | 5751        |        |        |        |       |          |
| 4778 | 35-39  | 5701        |        |        |        |       |          |
| 4475 | 30-34  | 4977        |        |        |        |       |          |
| 4408 | 25-29  | 5458        |        |        |        |       |          |
| 5048 | 20-24  | 5993        |        |        |        |       |          |
| 6362 | 15-20  | 6429        |        |        |        |       |          |
| 5566 | 10-14  | 5772        |        |        |        |       |          |
| 5461 | 5-9    | 5173        |        |        |        |       |          |
| 5449 | 0-4    | 5297        |        |        |        |       |          |

## Економіка
У Сен-Дені знаходиться представництво корпорації IBM (IBM Réunion).
2010 року серед 98 502 осіб працездатного віку (15—64 років) 66 487 були активними, 32 015 — неактивними (показник активності 67,5%, у 1999 році було 65,9%). З 66 487 активних мешканців працювало 48 117 осіб (24 665 чоловіків та 23 452 жінки), безробітними було 18 370 (8479 чоловіків та 9891 жінка). Серед 32 015 неактивних 14 002 особи були учнями чи студентами, 4978 — пенсіонерами, 13035 були неактивними з інших причин.

У 2010 році в муніципалітеті числилось 51785 оподаткованих домогосподарств, у яких проживали 139373 осіб, медіана доходів виносила 13 030 євро на одного особоспоживача

## Світлини

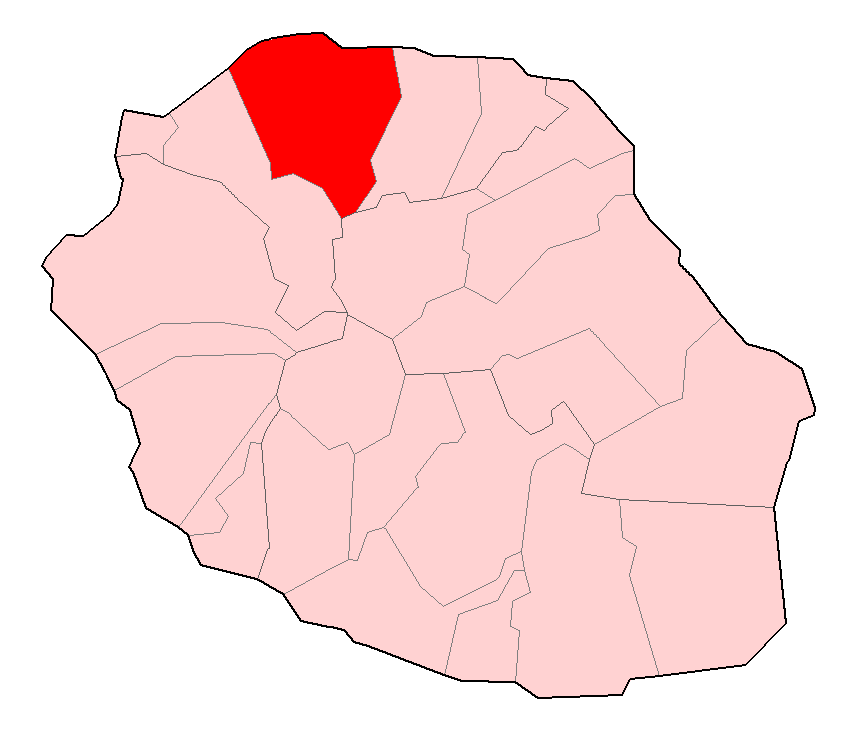
Розташування муніципалітету
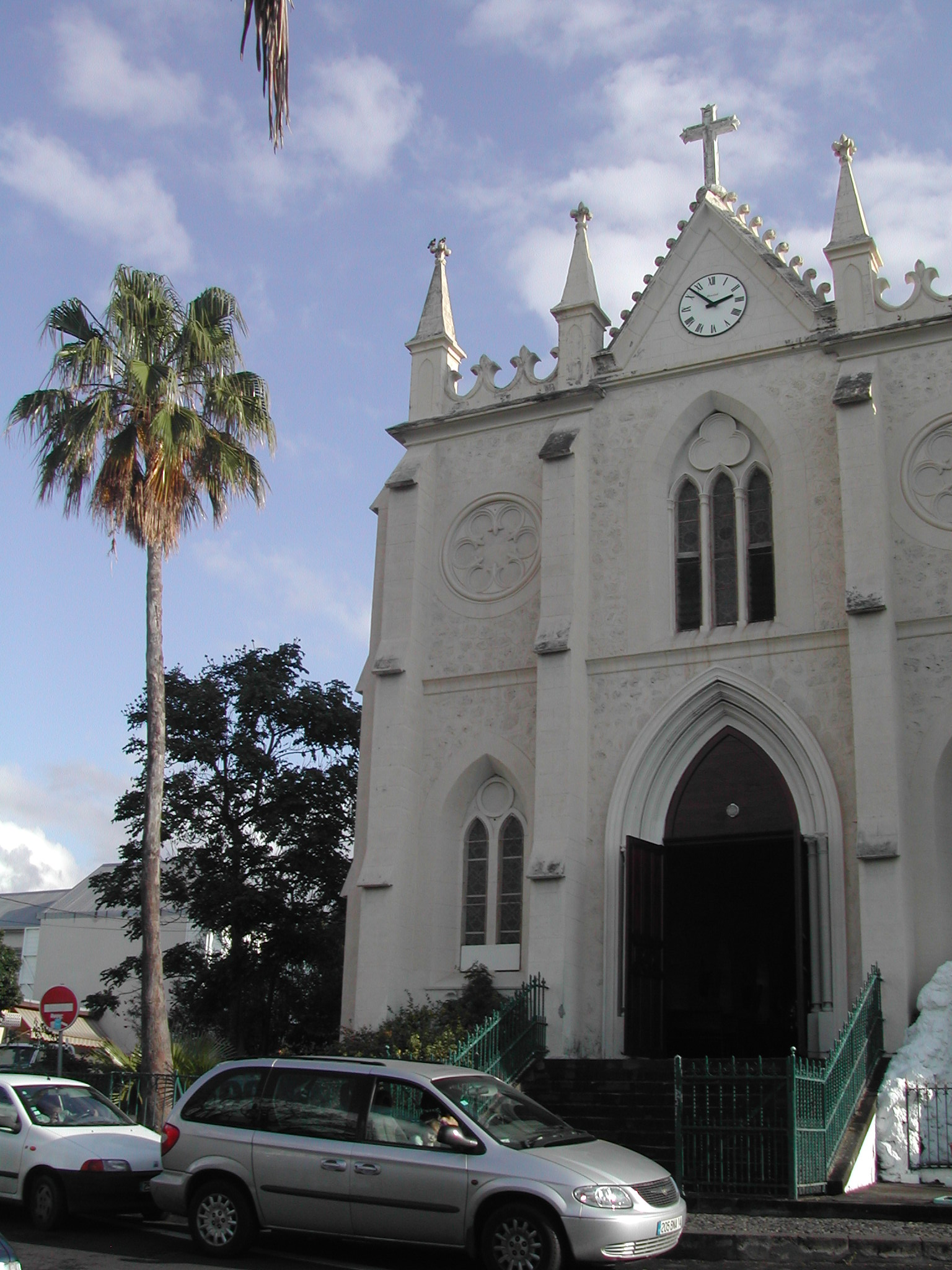
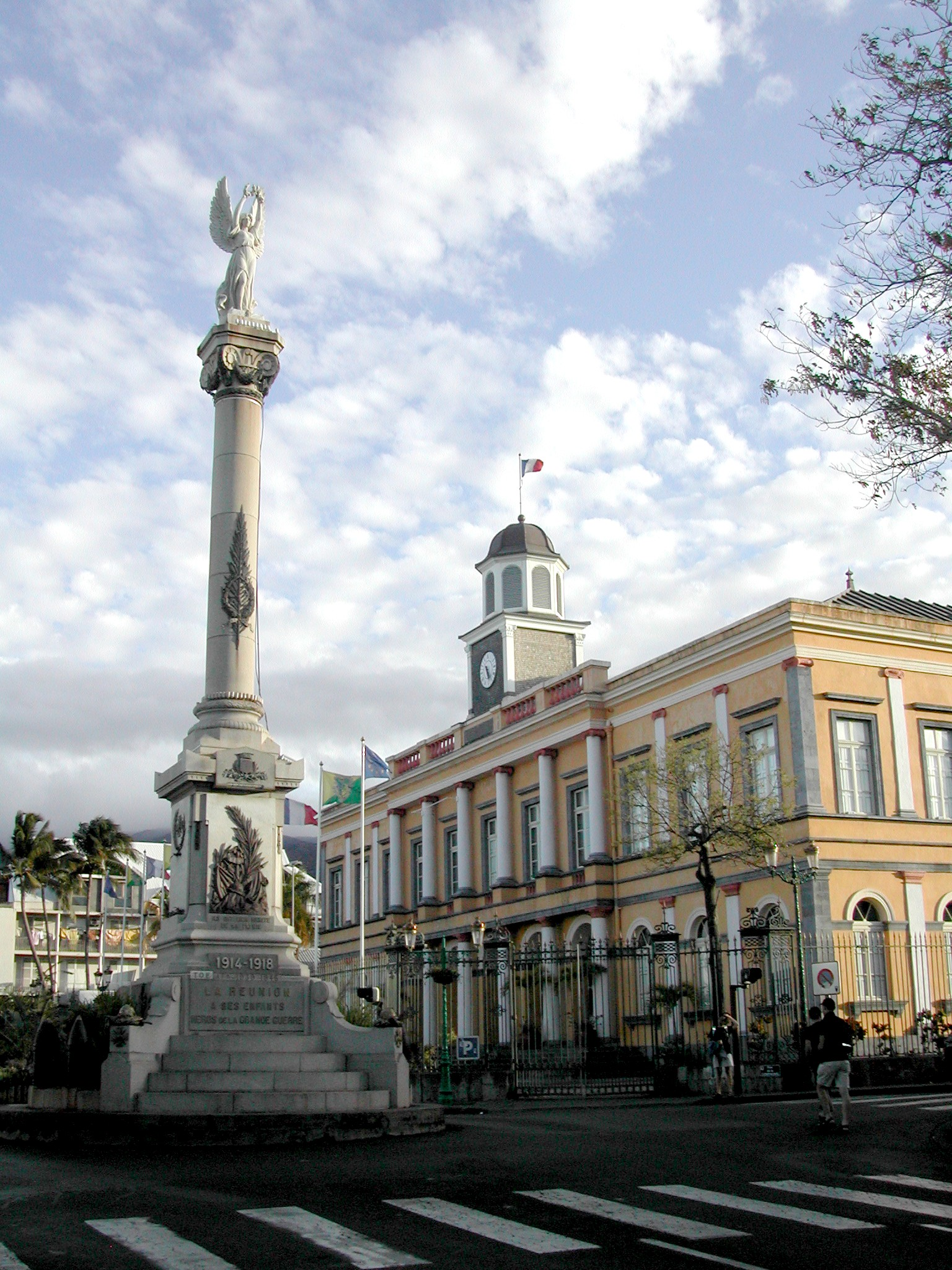
Стара ратуша Сен-Дені та колона Перемоги.
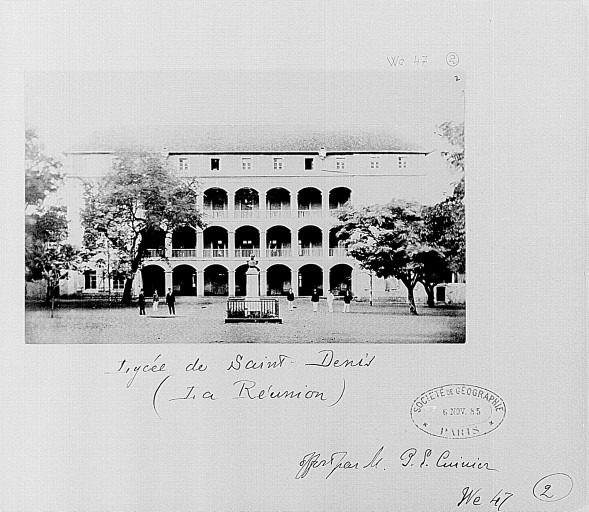
Середня школа Сен-Дені незадовго до 1885
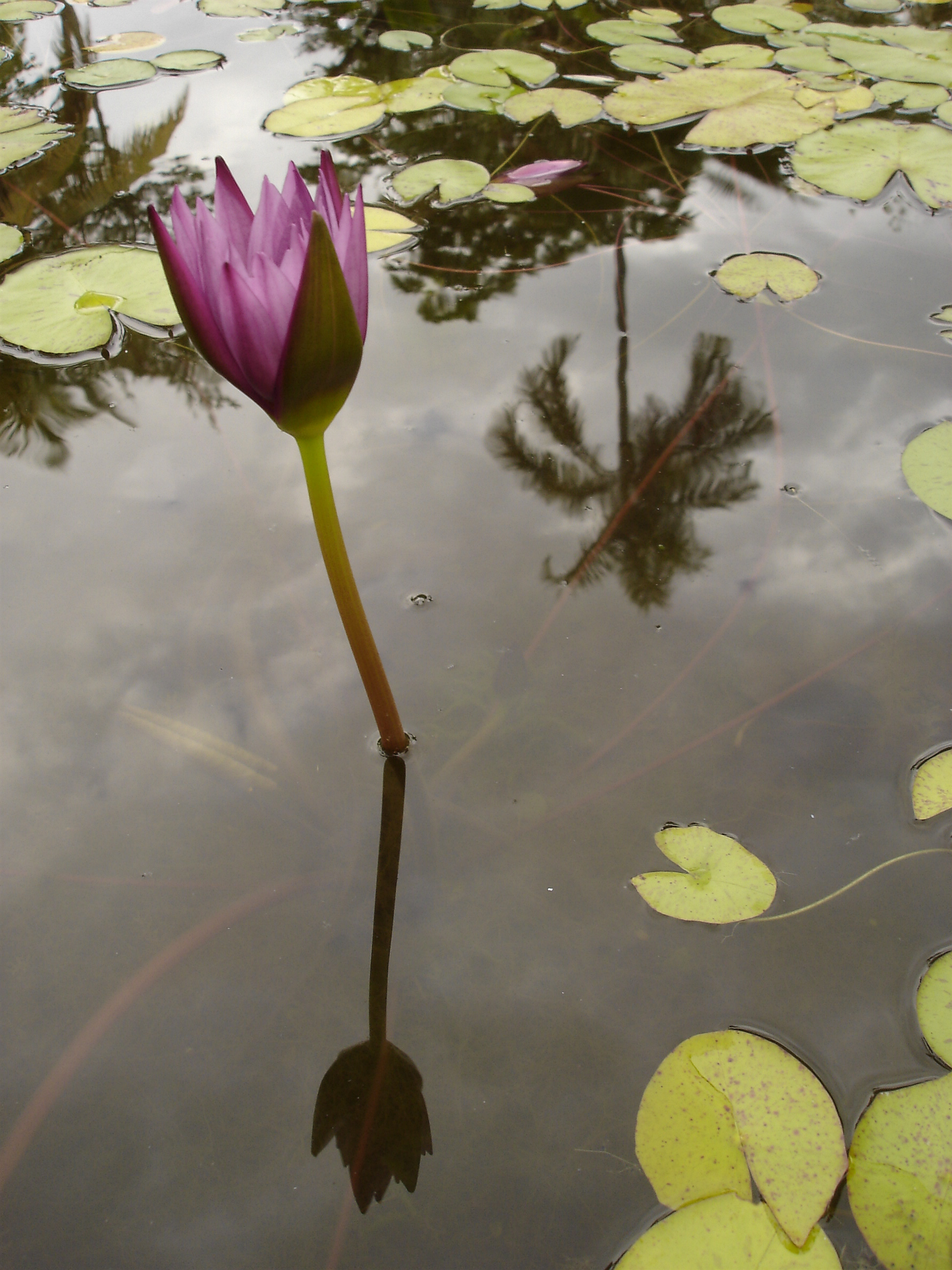
Латаття у ставку «Державний сад»
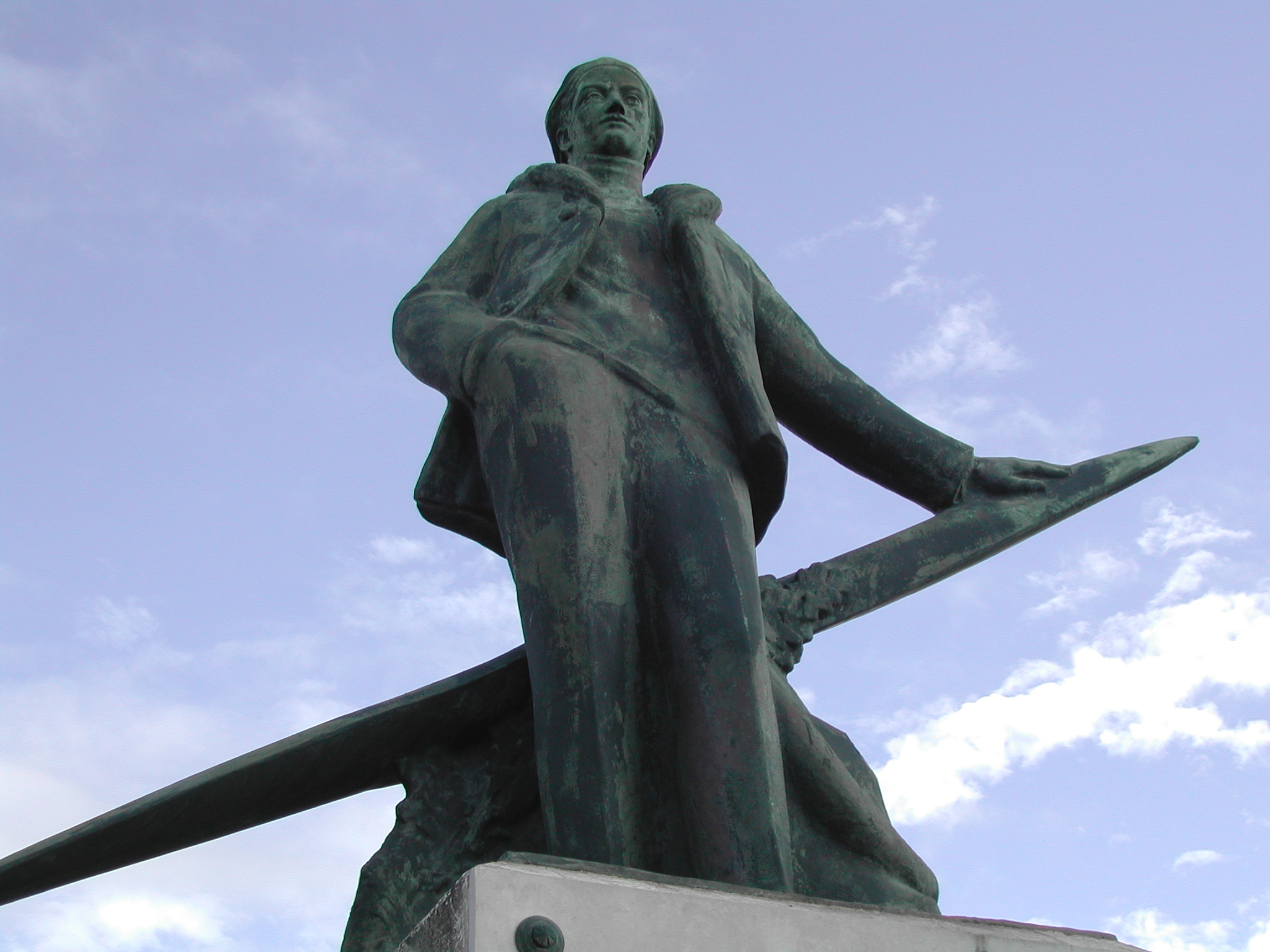